# Argirópolis (Creta)
Argirópolis (em grego: Αργυρούπολη; romaniz.: Argiroupoli ou Argyroúpolis), no passado chamada Lapa, Lampa, Stimboli, Stimpolis ou Pólis, é uma aldeia do interior de Creta, Grécia, pertencente à unidade municipal de Lapa e município de Retimno. Situa-se 5 km a sul de Episkopi, 8 km a sul da costa do mar Egeu e 20 km a sudoeste de Retimno (distâncias por estrada).
A aldeia ocupa parte da encosta noroeste do monte Azonas, que se ergue sobre o vale do rio Mouséllas (em grego: Μουσέλας), que tem as suas 10 nascentes na aldeia, chamadas Agia Dynami. Esta tem duas partes distintas, uma situada mais abaixo e outra mais acima. A parte mais alta ocupa o local da antiga cidade de Lapa, que alcançou grande prestígio durante o período greco-romano. A parte mais baixa cresceu em volta de nascentes célebres desde a Antiguidade, que dão origem a várias cascatas existentes na aldeia e abasteciam as termas romanas das quais ainda se podem ver alguns restos. A água é de tal forma abundante que abastece toda a cidade de Retimno.
Entre as atrações turísticas de Argirópolis, além da beleza natural do local e arredores, densamente florestado, com belas vistas sobe o vale e  propício a caminhadas na natureza, destacam-se, na parte alta, a Igreja veneziana de Áyios Ióannis (São João) datada do século XVII e um mosaico romano, e na parte baixa vários antigos moinhos de água, uma grande árvore com vários séculos de idade, uma pequena capela e a necrópole da antiga cidade, onde há centenas de túmulos. Entre os moinhos destaca-se um excecionalmente bem preservado, de construção veneziana do século XVII, com uma rara máquina hidraúlica de madeira, onde era fabricado tecido.

## História
A antiga Lapa é de origem dórica (final do 2º milénio a.C. e é possível que antiga Lapa tivesse sido fundada como uma colónia de Tarra, uma cidade situada perto da garganta de Samária e da atual Agia Roumeli que foi um importante centro religioso dedicado a Apolo Tarraios.[carece de fontes?] Em 221–219 a.C. Lapa foi uma das cidades aliadas de Licto na guerra contra Cnossos e os seus aliados pelo controlo de Creta. Em 67 a.C. opôs-se tenazmente contra a invasão romana, mas foi conquistada de surpresa e quase completamente destruída. Mais tarde, apoiou Otaviano Augusto nas guerras contra Marco António; como recompensa, Augusto permitiu que Lapa fosse reconstruída, concedeu-lhe o direito de cunhar moeda e ofereceu uma cisterna em 27 a.C. que ainda hoje abastece a localidade. A cidade antiga só recentemente começou a ser escavada, principalmente a sua necrópole, situada mais a norte, no vale.
Na Idade Média a aldeia passou a chamar-se Stimpolis ou Stimboli, que significa algo como "na cidade" e é o mesmo termo que deu origem ao nome da maior cidade da Turquia, Istambul. O nome evoluiu depois para simplesmente Pólis. O nome atual data do século XIX e significa cidade (em grego: ποληpoli) da prata (Αργυρούargiroú). O nome da atual unidade municipal, Lapa, provém da antiga cidade.

### História eclesiástica
Com o advento do cristianismo, Lapa ou Lampa tornou-se uma sé episcopal sufragânea de Gortina. Michel Le Quien faz menção aos seguintes bispos de Lampa:
- Pedro, que participou no Primeiro Concílio de Éfeso em 431;

- Denélcio, que participou no Concílio de Calcedónia em 451;

- Prosdócio, em 458;

- João, que apelou para Roma contra o seu metropolita Paulo e participou num Concílio de Constantinopla em 667;

- Epifânio, que participou no Segundo Concílio de Niceia em 786.

A sé episcopal é mencionada nos Notitiae Episcopatuum até aos séculos XII e XIII. Foi restabelecida pela Igreja Ortodoxa no fim do século XIX, residindo o bispo no mosteiro de Preveli. Lapa é uma sé titular da Igreja Católica que anteriormente tinha o nome de Lampa.